# Indigofera ciferrii
Indigofera ciferrii är en ärtväxtart som beskrevs av Emilio Chiovenda. Indigofera ciferrii ingår i släktet indigosläktet, och familjen ärtväxter. Inga underarter finns listade i Catalogue of Life.